# Юст Ернест Ервінович
Ерне́ст Е́рвінович Юст (угор. Juszt Ernő, словац. Ernest Just, 17 червня 1927, Драгньов, Чехословаччина — 21 квітня 1992, Печ, Угорщина) — радянський футболіст та тренер угорського походження. Майстер спорту СРСР, заслужений тренер УРСР (з 1970). Найвидатніший наставник в історії львівських «Карпат», який здобув з командою Кубок СРСР 1969, ставши першим та єдиним колективом не з вищого ешелону, якому це вдалося зробити, грав у Кубку володарів кубків, вивів колектив до всесоюзної вищої ліги і двічі посідав там 4 місце — 1976 (весна) та 1976 (осінь), що стало найвищим досягненням львівської команди за всі роки.

## Життєпис
Ернест Ервінович Юст народився 17 червня 1927 року в с. Драгньов (Чехословаччина).
Від 1940 до 1946 року виступав за «УАК» (Ужгород), у 1947—1948 і 1959 роках — за «Спартак» (Ужгород), від 1949 до 1958 року — за «Динамо» (Київ). У складі киян здобув Кубок СРСР (1954) і «срібло» чемпіонату СРСР (1952). Загалом у вищій лізі СРСР зіграв 123 матчі, забив 1 гол.
У складі ужгородського «Спартака» — учасник першого чемпіонату СРСР з канадського хокею (сезон 1946/1947).
Закінчив Київський інститут фізкультури.
Після розпаду СРСР Ернест Юст емігрував в Угорщину, де тренував юнацькі збірні цієї країни. 
Останні роки життя провів у місті Печ, де й помер 21 квітня 1992 року.

## Кар'єра тренера
- 1960—1961 — тренер «Верховини» (Ужгород)
- 1962 — тренер «Авангарду» (Тернопіль)
- 1963—1968, 1973 — тренер «Карпат» (Львів), працював у команді із часу заснування клубу.
- 1969—1971 та 1974—1978 — головний тренер «Карпат»
- 1972—1973 та 1978—1987 — тренер Львівського спортінтернату.

## Титули та досягнення

### Гравець
- Кубок СРСР: 1954.
- срібний призер чемпіонату СРСР:1952
- бронзовий призер Спартакіади:1956
- чемпіон СРСР серед дублерів :1949

### Головний тренер
- Кубок СРСР: 1969
- Чемпіон СРСР 1 група клас А: 1970

## Меморіал Ернеста Юста
З 2000 року Федерація футболу Львівської області проводить щорічний Меморіал Юста турнір пам'яті Ернеста Ервіновича Юста. Зазвичай він проходить у січні—березні.